# Strada statale 61 (Polonia)
La strada statale 61 (sigla DK 61, in polacco droga krajowa 61) è una strada statale polacca che attraversa il Paese da Varsavia a Augustów.